# Biserica „Schimbarea la Față” din Cobîlea
Biserica „Schimbarea la Față” cu clopotnița-poartă este o biserică amplasată în Cobîlea, raionul Șoldănești, Republica Moldova. Este un monument arhitectural de importanță națională inclus în Registrul monumentelor Republicii Moldova ocrotite de stat cu nr. 2866 (raionul Șoldănești). Datează din 1820-1834.